# Petter Karlsen
Petter Karlsen (ur. 27 sierpnia 1993) – norweski zapaśnik walczący w stylu klasycznym. Zajął dwudzieste miejsce na mistrzostwach świata w 2017. Jedenasty na mistrzostwach Europy w 2017. Wicemistrz nordycki w 2018. Dwunasty na igrzyskach europejskich w 2015 roku.